# Ampelozizyphus guaquirensis
Ampelozizyphus guaquirensis là một loài thực vật có hoa trong họ Táo. Loài này được Winfried Meier và Paul E. Berry mô tả khoa học đầu tiên năm 2008.

## Phân bố
Loài này được tìm thấy ở Venezuela.